# Нотный редактор
Нотный редактор (программа-нотатор) — компьютерная программа, предназначенная для набора нотного текста. Нотный редактор работает с нотным текстом подобно тому, как текстовый редактор — с словесно-буквенным текстом.

## Функции
Все нотные редакторы позволяют вводить, редактировать и печатать нотный текст разной сложности в диапазоне от простых мелодий, фортепианных пьес или гитарных табулатур до симфонических партитур, специальной нотации (от ранней музыки до авангарда) и нотных изданий.
Ввод нот может происходить, как при помощи мыши и компьютерной клавиатуры, так и при помощи MIDI-контроллера (например, MIDI-клавиатуры). Поскольку большинство нотных редакторов хранят данные в своём собственном формате, они могут также включать возможность импорта из других форматов (например, MIDI-файлов, MusicXML, NIFF). Некоторые программы позволяют оцифровывать отсканированный нотный текст при помощи OCR (или OMR — optical music recognition).
Обычно нотную запись можно форматировать, настраивая форму и расположение элементов нотации визуально при помощи графического интерфейса пользователя или изменяя параметры в текстовом виде.
Большинство нотных редакторов позволяют также проигрывать нотный текст через MIDI-выход, что позволяет говорить об их родстве с MIDI-редакторами (многие из которых, в свою очередь, предоставляют некоторую возможность работы с нотной графикой). Определяющим остаётся основное назначение программы: для нотного редактора — это работа с нотной графикой, а для MIDI-редактора — запись и проигрывание музыки.
Некоторые нотные редакторы позволяют публиковать ноты в интернете в своих собственных форматах. Таким образом, пользоваться этими нотами могут только обладатели той же самой программы. В других программах есть возможность экспортировать нотную графику в PDF, а звучание в MIDI или MP3. Недавно появились нотные редакторы, экспортирующие в Flash, что позволяет пользоваться нотами при помощи любого современного браузера.

## История
Одной из старейших программ-нотаторов считается Score. Первые партитуры в ней были напечатаны в конце 1970-х годов. Некоторые музыкальные издательства до сих пор пользуются ей, поскольку способ работы в ней и качество результата максимально приближены к традиционному докомпьютерному процессу нотопечатания.
Прообразом многих сегодняшних нотных редакторов можно считать Music Construction Set, разработанную в 1984 году.

## Нотные редакторы
Основная статья: Список нотных редакторов

## Совместимость
Поскольку программы-нотаторы получили широкое распространение относительно недавно, а их возможности сильно варьируются, с нотами, набранными в определённой программе, скорее всего, невозможно будет работать в программе других производителей.
Для переноса нот из программы в программу чаще всего используется формат MIDI, поскольку большинство нотных редакторов имеют возможность импорта и экспорта в MIDI. Однако этот формат изначально предназначен для хранения информации о проигрывании нот, а не об их графическом изображении, поэтому при таком переносе большинство графической информации теряется, и сам нотный текст может быть неточен.
Предпринимались попытки создать универсальный формат для файлов с музыкальной нотацией, самые известные из них — это NIFF (уже ушедший в прошлое) и MusicXML (который постепенно входит в широкое употребление).
Sibelius 4 в состоянии открывать файлы Finale. И Finale и Sibelius в определённой степени поддерживают MusicXML. Существуют утилиты для переноса файлов Finale, Sibelius и MusicXML в формат Score. Программа Cakewalk Overture в отличие от многих других, почти не работает с другими форматами: работает только со своим собственным форматом (*.ove) и MIDI-форматом.

## Преимущества и недостатки
Несмотря на достаточно большое количество и конкурентоспособность существующих программ-нотаторов, все они не лишены недостатков, и потому постоянно совершенствуются. Кроме того, за разработку своей программы берутся всё новые фирмы. Существует ряд преимуществ нотных редакторов:
- распознавание сканированного нотного текста;
- качество вывода;
- удобство пользования программой;
- спектр операций, выполняемых автоматически;
- количество точных настроек, доступных пользователю;
- импорт из других программ;
- интеграция с другими видами музыкального программного обеспечения (например, при создании интегрированного рабочего места музыковеда);
- работа с электронными нотными библиотеками.

Поиск путей развития нотных редакторов — одна из задач нотоводства.